# Bataille de la Male Jornade
Guerre de Cent Ans
Batailles
La bataille de la Male Jornade (parfois « Male Journade », soit « la mauvaise journée ») ou bataille des Landes du Haillan est un affrontement entre les forces anglo-bordelaises et françaises au nord-ouest de Bordeaux le 1er novembre 1450, vers la fin de la guerre de Cent Ans. Avec près de deux mille combattants tués et autant de prisonniers, c’est une lourde défaite pour les Anglais qui voient s’anéantir leurs espoirs de résister au roi de France en Aquitaine, mais aussi un traumatisme pour la population bordelaise.

## Contexte
En 1450,  Dunois et Xaintrailles à la tête de l’armée du roi Charles VII resserrent l’étau autour de Bordeaux. C’est la campagne de Guyenne, dernière possession anglaise sur le continent.

## Les forces en présence

### Les Français
Les Français sont commandés par Arnaud-Amanieu d’Albret, sire d’Orval et fils de Charles II d'Albret, comte de Dreux. Il est assisté des compagnies d’Étienne de Tholeresse, du sire de l'Espinasse, d’Étienne de Vignoles et surtout du capitaine Robin Petit-Loup (ou Pettilow, ou Pettiloch), chef d'un groupe d’Écossais. Leur effectif est évalué à quatre à sept cents combattants, cinq cents lances garnies (soit trois mille hommes, une lance étant un groupe composé d’un homme d'armes, de son valet, son page, d’un guisarmier et de deux archers) ou encore mille six cents cavaliers.  Après avoir pris la place forte de Bazas, ils ont contourné Bordeaux par le sud et se sont installés à Blanquefort au bord de la Jalle, à l’ouest de la forteresse médiévale du village (celle-ci relève de Gaillard de Durfort, fort soutien des Anglais. Mais il semble qu'elle n'intervient pas dans le combat). Leur position est forte et menaçante, car elle empêche Bordeaux de recevoir d’Angleterre assistance et approvisionnement : aussi l’affrontement est-il inéluctable. Le 31 octobre, Orval a reconnu le terrain – des marais parsemés de bosquets –, et placé ses troupes en ordre de bataille.

### Les Anglo-bordelais
À Bordeaux depuis 1433, le maire est Gadifier Shartoise (en anglais Gadifer Shorthose), seigneur de Génissac et Biron en Guyenne et Anglais d'origine. Son autorité s’étend ainsi à la fois sur les seigneurs gascons et sur les trois à quatre cents recrues anglaises fraîchement débarquées. Mais il a la réputation d'un piètre capitaine. Aidé du jurat Thomas Gassiot, il réunit à la hâte des combattants pour se porter contre les Français. Marchands et gens du peuple s’arment tant bien que mal et se constituent en milice pour renforcer les soldats anglais et les chevaliers gascons. Le 1er novembre, le maire et le jurat sortent à l’aube de Bordeaux par la porte Saint-Seurin à la tête d’une troupe de sept à dix mille combattants  — chiffres vraisemblablement gonflés a posteriori pour glorifier la victoire française. « Ils saillirent, dit Mathieu de Coucy, de ladite ville au nombre de sept à huit mille hommes, entre lesquels estoit la plus grande partie des barons du Bordelois qui se tenoient dans ladite ville et si estoient le maire et le sous-maire d'icelle ville comme les chefs et capitaines des Anglois ». La colonne est hétéroclite, inexpérimentée, mal armée : « On sortit en foule, bien ou mal outillé, ceux-ci en salade, ceux-là en jaquette, les seigneurs à cheval, le populaire à pied, un petit nombre conduisant des chariots, quelques-uns emportant des licous et des cordes à pommes ». Elle progresse pendant trois ou quatre heures vers le nord-ouest sans prudence, en désordre, lourdement chargée.

## La bataille
C’est par la capture d’un éclaireur bordelais, un certain Gaillard de Latour, que les Français prennent conscience de l’approche des Bordelais. Pour éviter d’être cerné, Orval fait étendre ses lignes sur environ 1,5 kilomètre.
Les Anglo-gascons prennent ce mouvement pour une retraite et se ruent à l’assaut, négligeant le repos qu’aurait justifié leur marche épuisante. Les hommes à pied partent en tête, la cavalerie – sans doute plus disciplinée – derrière, mais bientôt les combattants à cheval rattrapent puis dépassent les fantassins, s'isolent et une grande confusion s’installe dans le groupe. 
Au premier engagement, au lieu-dit Jallepont, les premières lignes françaises se dérobent et entrainent des Bordelais à leur poursuite jusqu’à un cul-de-sac fermé par les berges de la Jalle. C’est un piège : les archers de Robin Petit-Loup sont dissimulés dans les bois alentour et déciment les poursuivants en près d’une heure de tirs nourris. Pendant ce temps, Orval fait se refermer ses lignes par un mouvement de tenaille qui prend par les flancs les Anglais.

Les survivants gagnés par la panique s’enfuient vers Bordeaux. Un chroniqueur français, Jehan Chartier, met en cause la lâcheté de Gadifier Shartoise : « fut le principal mis en fuite, le susdit maire de Bordeaux, lequel estoit il chevalet qui abandonna tous ses gens de pied, lesquels il avoit mis au-devant pour faire frontière de leur bataille...». Désormais sans soutien de cavalerie, les gens de pieds n'ont plus aucune chance. Le poète Martial d'Auvergne décrit ainsi leur retraite précipitée  :
« Le résidu par boys, bruyères
Fuyoient tant qu'ilz pouvoient courir,
En laissant leur gens et bannières ;
Car lors ne cuidoient mieulx mourir. »

## Bilan
Les pertes anglo-bordelaises sont estimées à « mille huit cents tués, mille deux cents capturés », « mille à mille deux cents tués au combat, deux mille à deux mille deux cents autres lors de leur fuite »,  ou encore « mille cinq cents tués et deux mille cinq cent quatorze (sic) prisonniers ». L'infanterie est la victime désignée en cas de bataille perdue : les cavaliers poursuivent sur plusieurs kilomètres les fuyards, et tuent tous ceux dont on ne peut espérer de rançon. Seuls les nobles et les riches bourgeois peuvent échapper au massacre. Ayant fourni le gros des troupes, la ville paye la défaite au prix fort.  
Les corps des victimes sont rapportés à Bordeaux sur des chariots, et y déclenchent une profonde affliction. L’archevêque Pey-Berland, effondré, passe deux jours et deux nuits à les pleurer dans la prière. La population en deuil nomme ce jour sanglant de Toussaint « Male Jornade », la mauvaise journée.  
L’importance des pertes sonne le glas des derniers espoirs des Anglais de résister aux Français dans le sud-ouest. Sans en être la prémisse, la bataille par son ampleur marque le début de la phase finale de la guerre de Cent Ans, qui s’achèvera trois ans plus tard à la bataille de Castillon.